# Heloísa Périssé
Heloísa Perlingeiro Périssé de Farias OMC (Rio de Janeiro, 19 de agosto de 1966) é uma atriz, humorista, autora e roteirista brasileira. Ela ficou conhecida por seus papéis cômicos na televisão e no teatro, que lhe renderam elogios da crítica e a fez uma das atrizes mais populares do país. Perissé já ganhou vários prêmios, incluindo um Prêmio Mambembe, dois Prêmios Qualidade Brasil, e dois Melhores do Ano, além de ter recebido indicações para dois Prêmios Extra de Televisão e dois Prêmio Shell, um como Atriz e outro, como Autora.
Nascida no Rio de Janeiro, Heloísa iniciou carreira no final da década de 1980, quando participou do espetáculo As Guerreiras do Amor (1988), de Domingos de Oliveira. Ela estudou atuação nos mais renomados centros artísticos do país, a Casa das Artes de Laranjeiras e no Teatro Tablado. Seguiu nos palcos nos anos seguintes e estreou na televisão em 1994, onde mais tarde firmaria uma sólida carreira. Foi na minissérie Incidente em Antares, da TV Globo, que ela fez sua estreia como atriz na TV. No mesmo ano foi convidada para o elenco do programa humorístico Escolinha do Professor Raimundo, ganhando muito destaque.
Após o sucesso na Escolinha do Professor Raimundo, Perissé passou a integrar o elenco de outras atrações cômicas da TV Globo. Em 1996 recebeu aclamação da crítica por sua performance na peça Os Impagáveis, que lhe rendeu o Prêmio Mambembe de melhor atriz. Entre 1999 e 2003 fez parte do elenco do Zorra Total. Em 2001, protagonizou ao lado de Ingrid Guimarães o espetáculo Cócegas, de autorias das próprias atrizes. A peça foi um sucesso de crítica e público, ficando em cartaz por dez anos e lhe rendendo indicações ao Prêmio Shell e Prêmio Governador do Estado de melhor autora. De volta à televisão, Perissé ficou muito popular por seus papéis como as protagonistas Tati, no programa Papo Irado (2002–03), e Belinha, no seriado Sob Nova Direção (2004–07), pelo qual foi nomeada ao Prêmio Extra de melhor atriz de programa humorísitico.
Em 2009 estreou nas novelas interpretando Taís Helena em Cama de Gato, sendo a melhor amiga da protagonista. Em 2012 encarnou a protagonista da minissérie Dercy de Verdade, na pele da autêntica atriz Dercy Gonçalves. No mesmo ano interpretou um dos personagens principais da novela Avenida Brasil, a batalhadora Monalisa, sendo indicada ao Prêmio Extra de melhor atriz coadjuvante. Em 2014 protagonizou a série Segunda Dama como as gêmeas opostas Analu e Marali. Nos anos seguintes, ela ainda esteve nas novelas Boogie Oogie (2014), como a sofrida Beatriz, e A Lei do Amor (2016), como a vidente Mileide. Recentemente, entre 2019 e 2023, integrou no elenco principal da série Cine Holliúdy, da TV Globo.

## Carreira
Aos 19, se mudou para o Rio de Janeiro e fez teatro na Casa das Artes de Laranjeiras e no Teatro Tablado. Dois anos depois, foi fazer teste para um curso do autor Domingos de Oliveira, quando ele a convidou para a peça que seria sua primeira, As Guerreiras do Amor em 1988. Iniciou na TV na década de 1990 como autora numa adaptação de Machado de Assis para TV, depois como atriz no programa Escolinha do Professor Raimundo e depois na minissérie Incidente em Antares, onde também atuou em programas como  Chico Total, Zorra Total, Sob Nova Direção e vários quadros do Fantástico, todos exibidos pela Rede Globo.
Ao lado de sua amiga Ingrid Guimarães, atua em Cócegas, de sua própria autoria. A peça está há anos em cartaz. Com ela também, protagonizou o humorístico Sob Nova Direção por três anos (2004 a 2007) nas noites de domingo. Depois de atuar em diversas séries humorísticas, Heloísa entra em cena com sua primeira novela. Em 2009, na novela Cama de Gato interpretou a batalhadora Taís Helena, melhor amiga da protagonista Rose (Camila Pitanga) e que vivia um divertido triângulo amoroso com Bené (Marcello Novaes) e Sólon (Daniel Boaventura).
Em 2010, no ano seguinte atuou em um especial da Rede Globo, em O Relógio da Aventura. Em 2011, atuou como uma nordestina arretada, a beata Neusa Batoré, uma das mulheres de Farid (Mouhamed Harfouch) e irmã do delegado Batoré (Osmar Prado), em Cordel Encantado. Em 2012, volta à tevê com sua primeira protagonista, a Dercy Gonçalves jovem, na minissérie Dercy de Verdade. Também em 2012, estreou no horário nobre em um dos papéis principais de Avenida Brasil como Monalisa, uma cabeleireira nordestina, apaixonada pelo protagonista Tufão (Murilo Benício), e que vive às turras com a esposa dele, a vilã Carminha (Adriana Esteves).
Heloísa deixou o elenco da trama de Thelma Guedes e Duca Rachid Joia Rara, para estrelar em 2014 um programa de humor nas noites da Rede Globo interpretando gêmeas e satirizando o mundo da fama, com título de Segunda Dama. O seriado teve supervisão de João Emanuel Carneiro, além de marcar a volta de Périssé ao humor, já que estava longe do gênero desde Sob Nova Direção finalizada em 2007. No mesmo ano, interpreta a dona de casa Beatriz em Boogie Oogie e é escalada para o papel principal da série Dama da Noite, de autoria de Walther Negrão e Suzana Pires, que é baseada na história da cafetina Eny Cezarino, com previsão de estreia em 2016.
Em 2015, estreia o programa Tomara que Caia, programa que mistura game e humor. O formato foi criado pela TV Globo e conta também com a participação dos atores Fabiana Karla, Marcelo Serrado, Eri Johnson, Dani Valente, Ricardo Tozzi, Priscila Fantin e Nando Cunha. Em 2016 volta a atuar em  novelas em A Lei do Amor onde interpreta a famosa mãe-de-santo e vidente Mileide, que é um sucesso na pequena cidade de São Dimas e que vive um romance "ioiô" com o malandro Jáder (Érico Brás). Em 2018, grava um especial na Walt Disney. e atua em quatro peças, 5X Comédia, atuando no monólogo "Tiadoro Show", de sua autoria, dá vida a Dorotéia. e em duas peças, escritas por ela, Loloucas e Lololendi.

## Vida pessoal
Nascida no Rio de Janeiro, viveu dos 11 aos 18 anos em Salvador.
De 1988 a 1991 foi casada com o ator André Mattos. Em 1992 casou-se com o ator Lug de Paula, com quem teve sua primeira filha, Luísa Périssé de Paula, nascida em 2000. Em 2001 o casal separou-se. Desde 2002 está casada com o diretor Mauro Farias, com quem teve sua segunda filha, Antônia Périssé Farias, nascida em 5 de agosto de 2006. Suas duas filhas nasceram de cesariana no Rio de Janeiro.

## Filmografia

### Televisão
| Ano     | Título                          | Personagem                                     | Nota                                |
| ------- | ------------------------------- | ---------------------------------------------- | ----------------------------------- |
| 1993    | De Corpo e Alma                 | Moça que compra sandálias                      | Episódio: "12 de fevereiro"         |
| 1994    | Incidente em Antares            | Marfissa                                       |                                     |
| 1994–95 | Escolinha do Professor Raimundo | Candinha / Neném / Soledade                    |                                     |
| 1995    | Você Decide                     | Cíntia                                         | Episódio: "O Príncipe Desencantado" |
| 1996    | Chico Total                     | Várias personagens                             |                                     |
| 1999–03 | Zorra Total                     | Soledade / Malu / Laurinha                     |                                     |
| 2000    | Brava Gente                     | Dirce                                          | Episódios: "A Cabine"               |
| 2000    | Brava Gente                     | Rosa                                           | Episódio "A Onça"                   |
| 2001    | Os Normais                      | Kátia                                          | Episódio: "Implicância é Normal"    |
| 2001    | Escolinha do Professor Raimundo | Tati                                           |                                     |
| 2002–03 | Papo Irado                      | Tati                                           |                                     |
| 2004–07 | Sob Nova Direção                | Isabelle Y Silva (Belinha)                     |                                     |
| 2008    | Fantástico                      | Lolô                                           | Quadro: "Conto ou Não Conto?"       |
| 2009    | Zorra Total                     | Tati                                           | Episódio: "25 de julho"             |
| 2009    | Cama de Gato                    | Taís Helena Amâncio Prazeres Tibiriçá          |                                     |
| 2010    | Os Caras de Pau                 | Tati                                           | Episódio: "17 de outubro"           |
| 2010    | O Relógio da Aventura           | Regina / Lívia                                 | Especial de fim de ano              |
| 2011    | Cordel Encantado                | Neusa Batoré                                   |                                     |
| 2012    | Dercy de Verdade                | Dercy Gonçalves                                |                                     |
| 2012    | Avenida Brasil                  | Monalisa Barbosa da Silva                      |                                     |
| 2013    | Junto & Misturado               | Heloísa (Lolô)                                 | Temporada 2                         |
| 2014    | Segunda Dama                    | Analu Garcezi                                  |                                     |
| 2014    | Segunda Dama                    | Marali Garcezi                                 |                                     |
| 2014    | Boogie Oogie                    | Beatriz Miranda Romão                          |                                     |
| 2015    | Os Suburbanos                   | Ela mesma                                      | Episódio: "Bombou na Internet"      |
| 2015    | Tomara que Caia                 | Várias personagens                             |                                     |
| 2016    | Segredos de Justiça             | Marta                                          | Episódio: "O Que os Olhos Não Veem" |
| 2016    | A Lei do Amor                   | Mileide Chaves da Rocha                        |                                     |
| 2016–17 | TOC's de Dalila                 | Dalila Gomes                                   |                                     |
| 2017    | Novo Mundo                      | Cosette Villeneuve                             | Episódios: "20–23 de setembro"      |
| 2018–20 | A Vila                          | Eleonora Rocha e Rocha                         |                                     |
| 2018    | Pais de Primeira                | Sílvia Siqueira                                |                                     |
| 2019–23 | Cine Holliúdy                   | Maria do Socorro Silva Maciel / Tião Ferrabrás |                                     |
| 2022    | The Masked Singer Brasil        | Participante (11º lugar)                       | Temporada 2                         |
| 2023    | Dança dos Famosos               | Participante (8º lugar)                        | Temporada 20                        |
| 2024    | Um Beijo do Gordo               | Ela Mesma                                      | Série Documental                    |
| 2024    | Tem que Suar                    | Estela                                         | Temporada 2                         |
| 2024    | Desencontro de Gerações         | Apresentadora                                  |                                     |
| 2024    | Vem que Tem                     | Celular do Rogério                             | História Mercado Pago               |
| 2025    | Show 60 Anos                    | Tati                                           | Homenagem aos 60 Anos da Globo      |
| 2025    | Êta Mundo Melhor!               | Zulma Dias                                     |                                     |

### Cinema
| Ano  | Título                            | Papel                        | Nota           |
| ---- | --------------------------------- | ---------------------------- | -------------- |
| 2002 | Avassaladoras                     | Recepcionista Honeymoon      |                |
| 2002 | Lara                              | Cinira                       |                |
| 2003 | Lisbela e o Prisioneiro           | Prazeres                     |                |
| 2003 | Xuxa Abracadabra                  | Patrícia                     |                |
| 2004 | Sexo, Amor e Traição              | Cláudia                      |                |
| 2005 | Apneia                            | Dri                          | Curta-metragem |
| 2005 | Madagascar                        | Glória (voz)                 | Dublagem       |
| 2007 | Os Porralokinhas                  | Priscila Escarlete           |                |
| 2007 | O Tablado e a Maria Clara Machado | Ela mesma                    | Documentário   |
| 2008 | Madagascar 2                      | Glória (voz)                 | Dublagem       |
| 2010 | Muita Calma Nessa Hora            | Lua Yang                     |                |
| 2012 | Madagascar 3: Os Procurados       | Glória (voz)                 | Dublagem       |
| 2012 | O Diário de Tati                  | Tati                         |                |
| 2013 | Odeio o Dia dos Namorados         | Débora Ferrão                |                |
| 2014 | Muita Calma Nessa Hora 2          | Lua Yang                     |                |
| 2020 | De Perto Ela Não É Normal         | Cláudia González (Claudiona) |                |
| 2024 | Arca de Noé                       | Furona (voz)                 | Voz original   |

### Internet
| Ano  | Título          | Papel     | Nota                                     |
| ---- | --------------- | --------- | ---------------------------------------- |
| 2015 | Curta Viagem    | Ela mesma | Websérie da Netpoints                    |
| 2015 | Bicho da Goiaba | -         | Websérie do ADNTV                        |
| 2016 | TOC's de Dalila | Dalila    | Websérie da TV everywhere Multishow Play |

## Teatro
| Ano           | Título                                    | Papel                         |
| ------------- | ----------------------------------------- | ----------------------------- |
| 1988          | As Guerreiras do Amor-                    |                               |
| 1991          | O Boi e o Burro no Caminho de Belém       | Maria                         |
| 1994          | A Chave do Tesouro Mágico                 | Boneca Filó (também autora)   |
| 1995          | A Menina e o Vento                        | Tia Aurélia                   |
| 1996          | Os Impagáveis                             | Molly                         |
| 2000          | Útero em Fúria                            |                               |
| 2001          | Boeing-boeing                             |                               |
| 2001–11       | Cócegas                                   | Várias personagens            |
| 2002–05       | Cosquinha                                 | Luísa                         |
| 2008–09       | Advocacia Segundo os Irmãos Marx          | Yasmin Robalo                 |
| 2013          | O Mágico de Oz                            | Bruxa Má do Oeste             |
| 2013–20       | E Foram, Quase, Felizes Para Sempre       | Letícia Amado (também autora) |
| 2017          | Alice no País da Internet                 | Alice                         |
| 2018          | A Invenção do Amor                        | Nhaca                         |
| 2018          | 5X Comédia                                | Dorotéia                      |
| 2018          | Loloucas                                  | Iolanda (também autora)       |
| 2018          | Lololendi                                 | Lolô (também autora)          |
| 2021–presente | A Iluminada                               | Tia Doro (também autora)      |
| 2023          | D.P.A. A Peça 2 – Um Mistério em Magowood | Cassandra                     |

## Roteiro e direção

### Teatro
| Ano  | Título                          | Nota         |
| ---- | ------------------------------- | ------------ |
| 1993 | Saudações a Liberdade           | Peça teatral |
| 1993 | As Cavaleiras do AntiApocalipse | Peça teatral |
| 1997 | Dê uma Chance ao Amor           | Peça teatral |
| 2005 | A Saga da Senhora Café          | Peça teatral |
| 2006 | Alta Tensão                     | Peça teatral |

### Televisão
| Ano  | Título       | Função           | Parceiros Titulares       | Nota                           |
| ---- | ------------ | ---------------- | ------------------------- | ------------------------------ |
| 2014 | Segunda Dama | autora principal | Isabel Muniz Paula Amaral | Série de Televisão da TV Globo |

## Literatura
| Ano  | Título                         | Editora  |
| ---- | ------------------------------ | -------- |
| 2003 | O Diario de Tati               | Objetiva |
| 2004 | Mãe, você não tá entendendo... | Objetiva |

## Prêmios e indicações
| Ano  | Associações                                   | Categoria                                           | Nomeações                       | Resultado | Ref.   |
| ---- | --------------------------------------------- | --------------------------------------------------- | ------------------------------- | --------- | ------ |
| 1996 | Prêmio Mambembe                               | Melhor Atriz                                        | Os Impagáveis                   | Venceu    | [ 61 ] |
| 1996 | Prêmio Coca-Cola de Teatro                    | Melhor Atriz                                        | Os Impagáveis                   | Indicada  | [ 61 ] |
| 2001 | Melhores do Ano                               | Melhor Atriz Revelação                              | Escolinha do Professor Raimundo | Venceu    | [ 62 ] |
| 2001 | Prêmio Qualidade Brasil - RJ                  | Melhor Atriz Revelação de Humorístico               | Escolinha do Professor Raimundo | Venceu    |        |
| 2002 | Prêmio Shell                                  | Melhor Autora (com Ingrid Guimarães)                | Cócegas                         | Indicada  | [ 63 ] |
| 2002 | Prêmio Shell                                  | Melhor Atriz                                        | Cócegas                         |           |        |
| 2002 | Prêmio Governador do Estado                   | Melhor Autora (com Ingrid Guimarães)                | Cócegas                         | Indicada  |        |
| 2002 | Prêmio Qualidade Brasil - RJ                  | Melhor Atriz de Humorístico - RJ                    | Zorra Total                     | Venceu    |        |
| 2002 | Melhores do Ano                               | Melhor Humorista Feminino                           | Zorra Total                     | Venceu    | [ 62 ] |
| 2003 | Prêmio Contigo! de TV                         | Melhor Atriz Cômica                                 | Zorra Total                     | Indicada  | [ 64 ] |
| 2003 | Troféu Leão de Ouro                           | Melhor Comediante Feminino                          | Zorra Total                     | Venceu    |        |
| 2003 | Prêmio Maria Clara Machado de Teatro Infantil | Texto/ Adaptação (com Ingrid Guimarães)             | Cosquinha                       | Indicada  | [ 65 ] |
| 2003 | Prêmio Maria Clara Machado de Teatro Infantil | Especial (Trabalho conjunto) (com Ingrid Guimarães) | Cosquinha                       | Indicada  | [ 65 ] |
| 2004 | Prêmio Extra de Televisão                     | Melhor Humorista                                    | Sob Nova Direção                | Indicada  |        |
| 2004 | Troféu Leão de Ouro                           | Melhor Comediante Feminina                          | Sob Nova Direção                | Indicada  | [ 66 ] |
| 2011 | Prêmio Subversões                             | Homenagem                                           | Teatro                          | Venceu    | [ 67 ] |
| 2012 | Prêmio Extra de Televisão                     | Melhor Atriz Coadjuvante                            | Avenida Brasil                  | Indicada  | [ 68 ] |
| 2013 | Prêmio Contigo! de TV                         | Melhor Atriz de Série ou Minissérie                 | Dercy de Verdade                | Indicada  | [ 69 ] |
| 2014 | Prêmio F5                                     | Melhor Atriz Coadjuvante do Ano                     | Boogie Oogie                    | Indicada  | [ 70 ] |